# ملعب إن آر جي

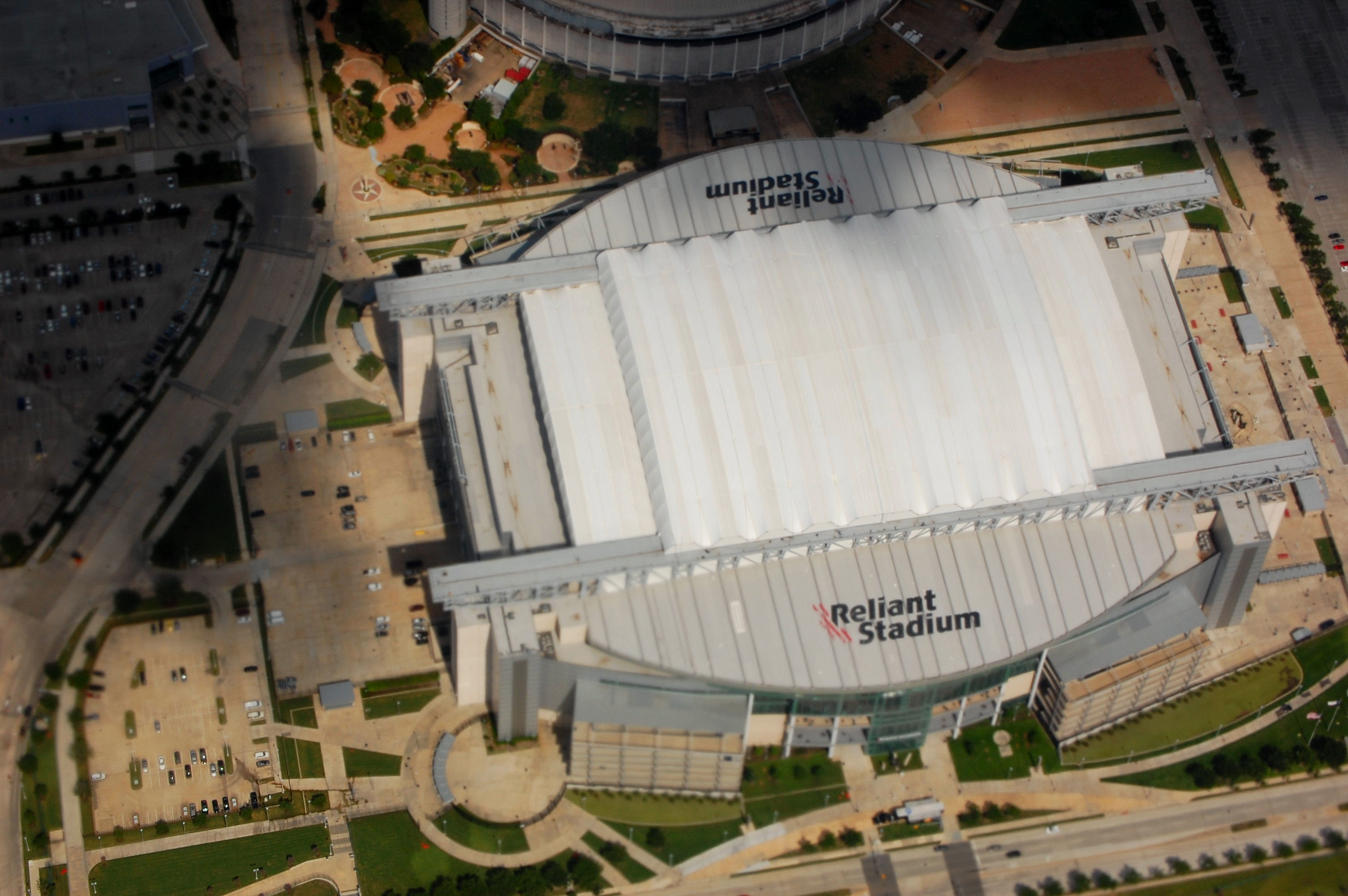
صورة لملعب ريلاينت من الجو

ملعب إن آر جي (NRG Stadium) ، سابقًا ملعب ريلاينت ، هو ملعب متعدد الاستخدام يقع في مدينة هيوستن الأمريكية. غالبا ما يتم استخدامه لمباريات كرة القدم . يسع الملعب لجلوس 71,500 متفرج . تم افتتاح الملعب في 24 أغسطس 2002 بتكلفة وصلت 352 مليون دولار أمريكي. و يعتبر الملعب أرضية فريق هيوستون تكسانز في دوري كرة القدم الأمريكية.